# Steinbach (Burghaun)
Steinbach ist ein Ortsteil der Marktgemeinde Burghaun im osthessischen Landkreis Fulda.

## Geografie

### Geografische Lage
Der Ortsteil Steinbach liegt in der Gemeinde Burghaun inmitten der hessischen Kuppenrhön, auch bekannt als das Hessische Kegelspiel.
Steinbach liegt auf einer Erhebung am nördlichen Rand der Rhön. Oberhalb des Tals der Haune – eines Nebenflusses der Fulda. Durch den Ort fließt die Steinbach, ein Zufluss der Haune, die in Burghaun in die Haune mündet. Eine historische Kirche und zahlreiche Fachwerkhäuser prägen das Gesicht des Ortes.

### Nachbarorte
Die Marktgemeinde Burghaun grenzt im Norden an die Gemeinden Haunetal (Landkreis Hersfeld-Rotenburg) und Eiterfeld, im Osten und Süden an die Stadt Hünfeld, sowie im Westen an die Stadt Schlitz (Vogelsbergkreis).
Als Nachbarorte sind Burghaun, Rothenkirchen und der Weiler Klausmarbach sowie Betzenrod, Dittlofrod und Körnbach (alle drei Ortsteile der Marktgemeinde Eiterfeld), des Weiteren sind Oberstoppel und Unterstoppel (zwei Ortsteile der Marktgemeinde Haunetal) in unmittelbarer Nähe gelegen.

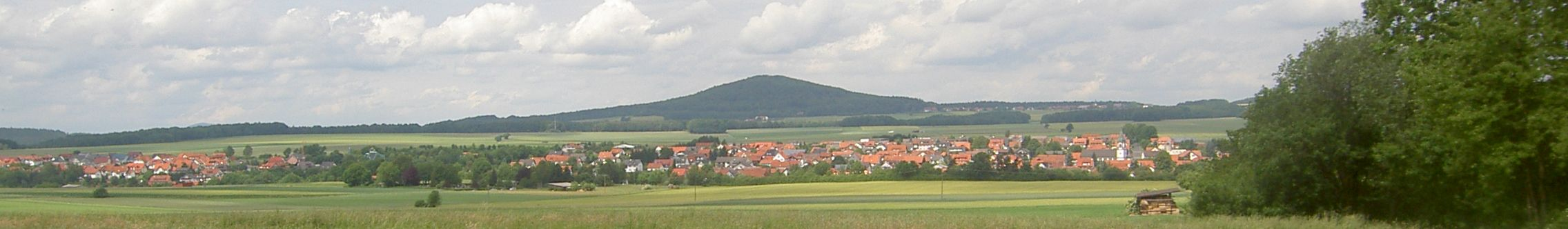
Blick von der Mariengrotte über Steinbach auf den Stoppelsberg

## Geschichte

### Ortsgeschichte
Der Ort Steinbach wurde im 14. Jahrhundert erstmals erwähnt, jedoch kann man von einer etwas früheren Besiedlung ausgehen. Kirchlich gehörte Steinbach damals zur Pfarrei Eiterfeld im Landkapitel Geisa und mit ihm zum Bistum Würzburg.
Im Mittelalter gab es noch andere, heute nicht mehr existierende kleine Siedlungen in der näheren Umgebung. Ihre Namen sind zum Teil in den Flurnamen noch erhalten. Diese Dörfer hatten ihren kirchlichen Mittelpunkt in Steinbach und hießen Lindenau, Hores („Huresweiher“), Diemars („Diemer“) und Rickes. Durch die große Pestepidemie von 1347 bis 1470 waren diese Dörfer bis spätestens 1500 wüst.
Der Ort Steinbach überlebte diese Pestzeit. Hier lebten im Jahr 1583 bei einer ersten Einwohnerzählung 63 Familien. Es bestanden schon zu dieser Zeit die Obere, die Mittlere und die Untere Mühle am Steinbacher Fluss „Steinbach“. Für das Jahr 1570 ist in Steinbach eine kleine gotische Kirche belegt, 1581 wurde eine Schule neben der Kirche erwähnt. Die Einwohner waren wohl schon seit der Entstehung des Orts teilweise Untertanen der Amtsherren von Haun und Untertanen des Fuldaer Abtes, an die sie auch Steuern abführen mussten. Dies führte in der Reformationszeit zu Schwierigkeiten, da das Adelsgeschlecht von Haun protestantisch wurde, die Steinbacher Untertanen sich aber der Reformation erfolgreich widersetzten. Seit 1603 ist Steinbach deswegen bis ins 20. Jahrhundert ein Dorf mit fast ausschließlich katholischen Einwohnern gewesen. 1822 wohnten hier 833 Einwohner, 61 Steinbacher waren jüdischen Glaubens – es hatte sich im 18. Jahrhundert auch eine kleine jüdische Gemeinde gebildet. Die im Mittelpunkt des Ortes stehende und weithin sichtbare Kirche wurde in den Jahren 1828 und 1921 sowie zu Beginn der 1960er Jahre neu gebaut bzw. erweitert.
Im Deutsch-Französischen Krieg von 1870/71 fiel ein Steinbacher, im Ersten Weltkrieg sind 35 gefallen oder vermisst, im Zweiten Weltkrieg sind 66 Ortseinwohner gefallen oder wurden vermisst.
Am Ende des Zweiten Weltkrieges wurden der Steinbacher Bahnhof und die benachbarten Gleisanlagen bombardiert, zwei große Bauernhöfe brannten dadurch vollständig ab.
Die Folgen des Krieges veränderten auch sozial und gesellschaftlich das Erscheinungsbild des Ortes. Vor Ausbruch des Krieges 1939 zählte man 798 Einwohner, durch den Zuzug von weit über 200 Vertriebenen und Flüchtlingen in den Jahren 1945 bis 1950 kam Steinbach auf 1194 Einwohner im Jahr 1950. Die neuen Mitbürger wurden in dieser problematischen Zeit relativ rasch ins dörfliche Leben integriert oder fanden später an einem anderen Ort eine neue Heimat. Steinbach war bis zu dieser Zeit ein ausschließlich landwirtschaftlich geprägtes Dorf und entwickelte sich in der zweiten Hälfte des 20. Jahrhunderts zu einem ständig anwachsenden Wohnort mit heute über 1500 Einwohnern. Eingesessene Handwerksbetriebe aus verschiedenen Zünften findet man in Steinbach heute genauso wie zwei Gaststätten. Von ehemals drei am Steinbach gelegenen Mühlen existieren heute noch die Obere Mühle und die Untere Mühle. Auf Letzterer „saß“ 1573 ein Peter Ulner, 1580 ein Melchior Gutberlet als Müller. Heute beherbergt die Untere Mühle eine Pension mit kleinem Gastbetrieb. Ein kleines Mühlenmuseum im Steinkeller zeigt historische Fotos und Berichte sowie historische Maschinen und Werkzeuge aus dem Müllerhandwerk.
Im letzten Jahrhundert sorgten zahlreiche örtliche Vereinsgründungen für ein heute lebendiges Vereinsleben. Die seit 1885 selbständige katholische Kirchengemeinde Steinbach vollzieht zudem ein aktives Pfarrgemeindeleben. Die größten Steinbacher Vereine, die seit 1900 gegründet wurden und bis heute teilweise mehrere hundert Mitglieder haben, sind der Sportverein, die zwei Gesangvereine, die Freiwillige Feuerwehr und der Schützenverein. Daneben existieren noch viele andere Vereine, Vereinigungen und Clubs mit weiteren Unterteilungen.

#### Gebietsreform in Hessen (1970–1977)
Zum 31. Dezember 1971 fusionierten im Zuge der Gebietsreform in Hessen die bis dahin selbständigen Gemeinden Burghaun, Hünhan, Rothenkirchen und Steinbach im Landkreis Hünfeld freiwillig zur erweiterten Gemeinde Burghaun.

Für Steinbach sowie für alle ehemals eigenständigen Gemeinden von Burghaun wurden Ortsbezirke mit Ortsbeirat und Ortsvorsteher nach der Hessischen Gemeindeordnung gebildet.

### Bevölkerung
Einwohnerentwicklung
- 1812: 77 Feuerstellen, 730 Seelen[1]

| Steinbach: Einwohnerzahlen von 1812 bis 2013 | Steinbach: Einwohnerzahlen von 1812 bis 2013 | Steinbach: Einwohnerzahlen von 1812 bis 2013 | Steinbach: Einwohnerzahlen von 1812 bis 2013 | Steinbach: Einwohnerzahlen von 1812 bis 2013 |
| --- | -------------------------------------------- | -------------------------------------------- | -------------------------------------------- | -------------------------------------------- |
| Jahr |                                              |                                              |                                              | Einwohner                                    |
| 1812 | 1812                                         |                                              | 730                                          | 730                                          |
| 1834 | 1834                                         |                                              | 903                                          | 903                                          |
| 1840 | 1840                                         |                                              | 965                                          | 965                                          |
| 1846 | 1846                                         |                                              | 908                                          | 908                                          |
| 1852 | 1852                                         |                                              | 855                                          | 855                                          |
| 1858 | 1858                                         |                                              | 845                                          | 845                                          |
| 1864 | 1864                                         |                                              | 920                                          | 920                                          |
| 1871 | 1871                                         |                                              | 844                                          | 844                                          |
| 1875 | 1875                                         |                                              | 839                                          | 839                                          |
| 1885 | 1885                                         |                                              | 714                                          | 714                                          |
| 1895 | 1895                                         |                                              | 672                                          | 672                                          |
| 1905 | 1905                                         |                                              | 871                                          | 871                                          |
| 1910 | 1910                                         |                                              | 710                                          | 710                                          |
| 1925 | 1925                                         |                                              | 726                                          | 726                                          |
| 1939 | 1939                                         |                                              | 798                                          | 798                                          |
| 1946 | 1946                                         |                                              | 1.181                                        | 1.181                                        |
| 1950 | 1950                                         |                                              | 1.194                                        | 1.194                                        |
| 1956 | 1956                                         |                                              | 1.117                                        | 1.117                                        |
| 1961 | 1961                                         |                                              | 1.089                                        | 1.089                                        |
| 1967 | 1967                                         |                                              | 1.129                                        | 1.129                                        |
| 1970 | 1970                                         |                                              | 1.146                                        | 1.146                                        |
| 1980 | 1980                                         |                                              | ?                                            | ?                                            |
| 1990 | 1990                                         |                                              | ?                                            | ?                                            |
| 2000 | 2000                                         |                                              | ?                                            | ?                                            |
| 2011 | 2011                                         |                                              | 1.332                                        | 1.332                                        |
| 2013 | 2013                                         |                                              | 1.336                                        | 1.336                                        |
| Datenquelle: Historisches Gemeindeverzeichnis für Hessen: Die Bevölkerung der Gemeinden 1834 bis 1967. Wiesbaden: Hessisches Statistisches Landesamt, 1968. Weitere Quellen: LAGIS; Gemeinde Burghaun; Zensus 2011 |                                              |                                              |                                              |                                              |

Religionszugehörigkeit
| • 1885: | 34 evangelische (= 4,76 %), 669 katholische (= 93,70 %), 11 jüdische (= 1,54 %) Einwohner |
| • 1961: | 31 evangelische (= 2,85 %), 1053 katholische (= 96,69 %) Einwohner                        |

## Politik
Für Steinbach besteht ein Ortsbezirk (Gebiete der ehemaligen Gemeinde Steinbach) mit Ortsbeirat und Ortsvorsteher nach der Hessischen Gemeindeordnung. Der Ortsbeirat besteht aus neun Mitgliedern. Bei den Kommunalwahlen in Hessen 2021 betrug die Wahlbeteiligung zum Ortsbeirat 63,83 %. Es erhielten die CDU mit 87,2 % acht Sitze, und die FDP mit 12,8 % einen Sitz. Der Ortsbeirat wählte Daniel Vogt zum Ortsvorsteher.

## Sehenswürdigkeiten

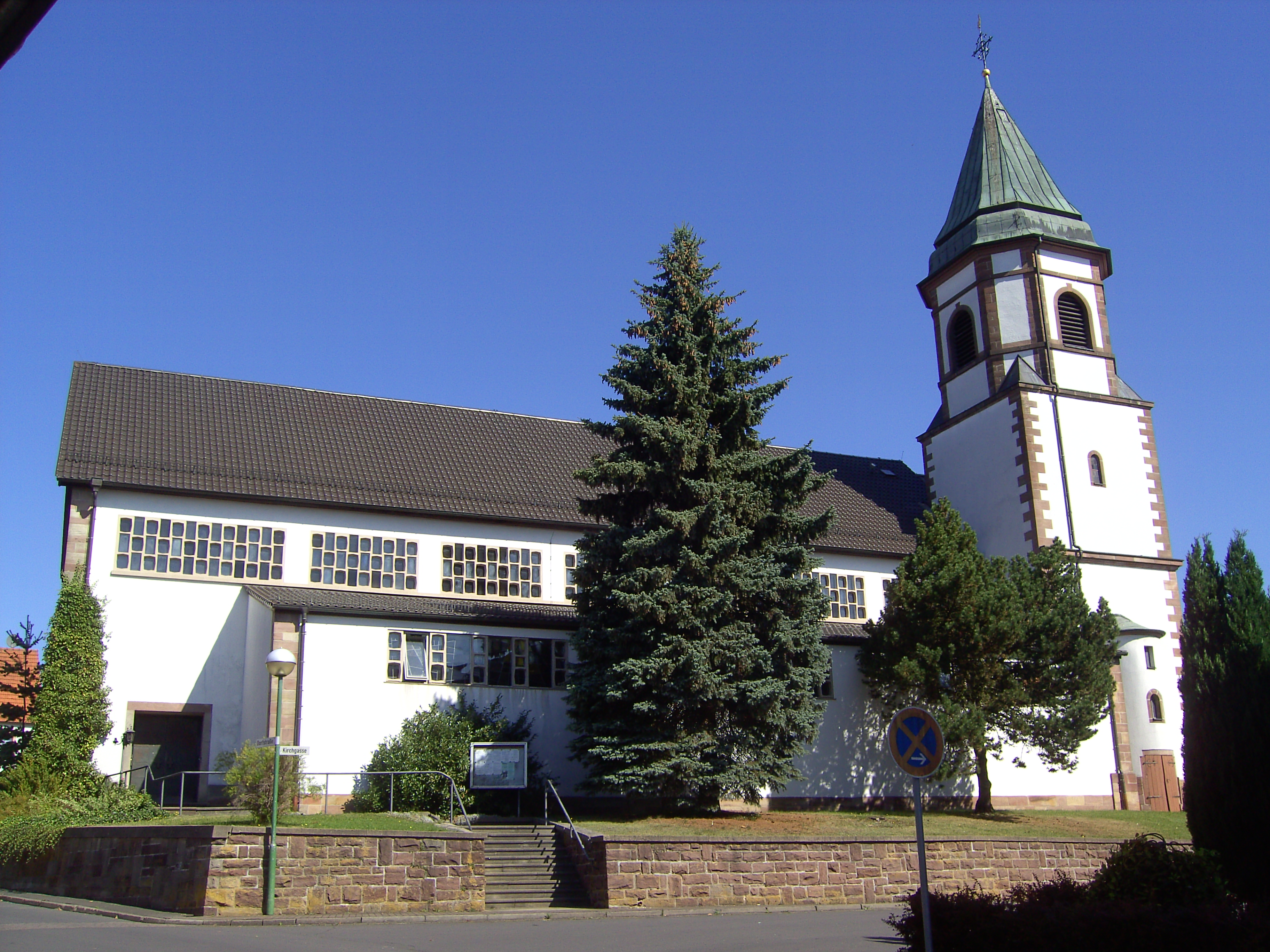
Die katholische Kirche St. Matthäus

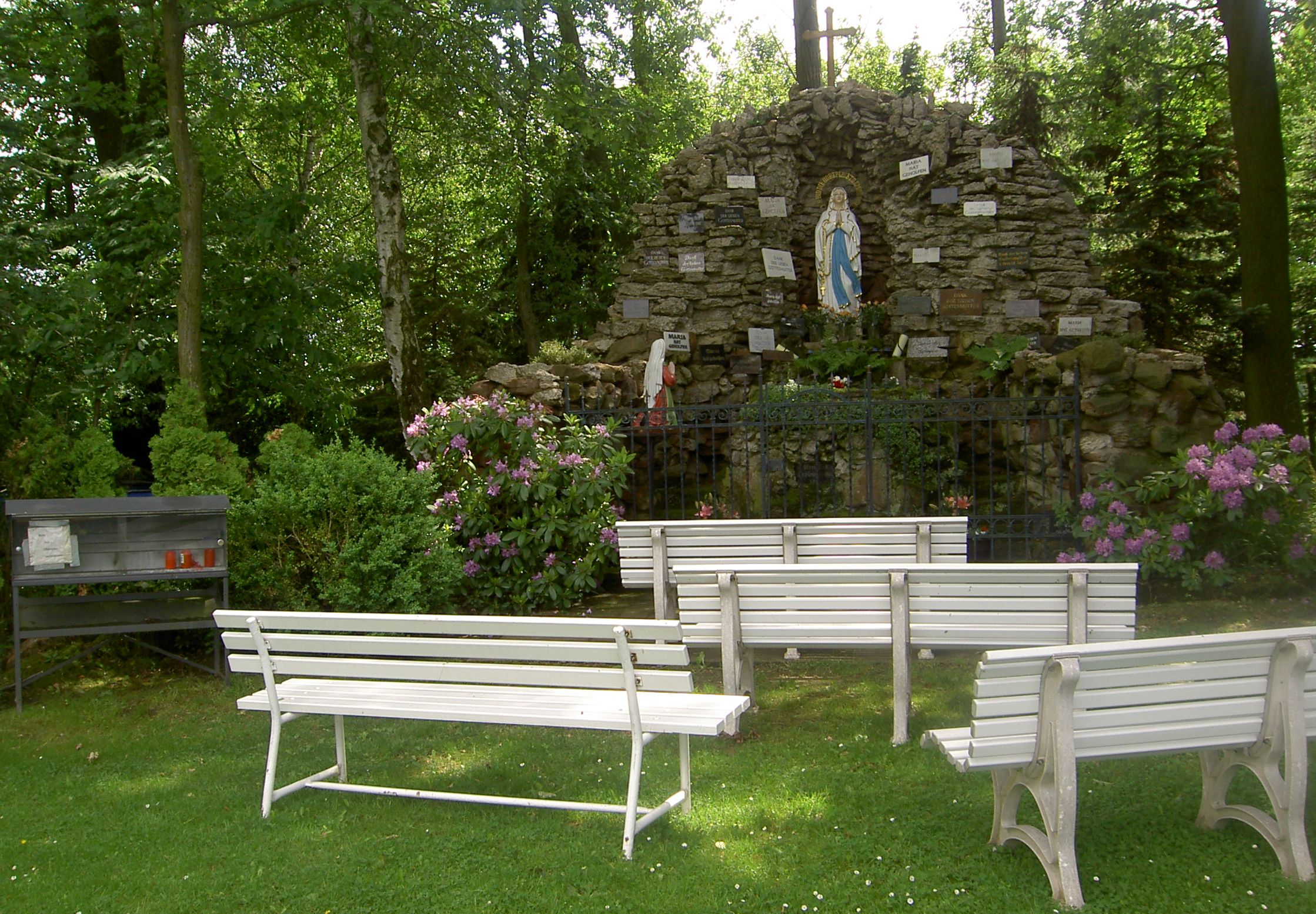
Mariengrotte Steinbach

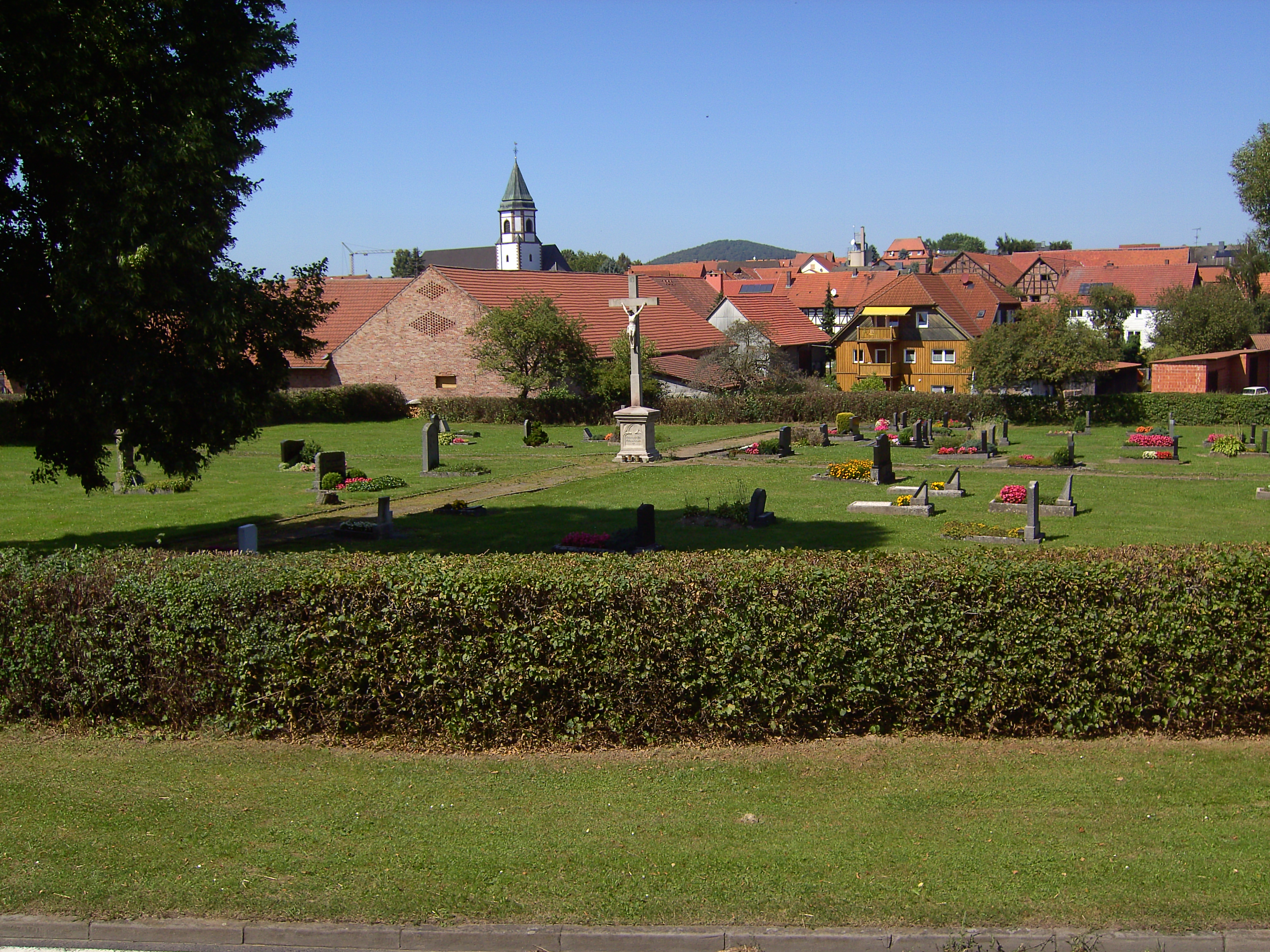
Alter Friedhof in Steinbach

### Bauwerke
Die heutige katholische Kirche wurde 1921 erbaut und 1962 erweitert. Es handelt sich um einen schlichten Saalbau mit Kirchturm. Im Jahr 2005 wurde die Kirche grundlegend saniert.
Fachwerkhäuser
- Althöfer Weg 1
- Dorfstraße 1
- Hünfelder Straße 3

### Mariengrotte
Nach dem Zweiten Weltkrieg war die im Jahre 1914 Mariengrotte größtenteils zerstört und ist im Jahre 1950 erst wieder errichtet worden. Erbaut wurde die neue Mariengrotte auf einem nahe gelegenen Hügel.

### Jüdischer Friedhof
Der Jüdische Friedhof ist ein geschütztes Kulturdenkmal und befindet sich im südlichen Ortsteil Burghaun am Ende der Ringstraße.

## Infrastruktur

### Radwanderweg
Die Bahnstrecke Hünfeld–Wenigentaft-Mansbach hatte von 1. Dezember 1906 bis 28. Mai 1972 einen Bahnhof in Steinbach. Auf der eingestellten Strecke verläuft seit 2007 der 27 km lange Kegelspiel-Radweg.

### Bildung
Im Ort befindet sich der katholische St. Matthäus Kindergarten sowie die St. Matthäus Grundschule, welche mitten im Zentrum von Steinbachs liegt. Daneben gibt es in Burghaun eine weitere Grundschule, Ritter-von-Haune-Schule. Schüler der 5. und höheren Klassen besuchen zumeist in Hünfeld und Eiterfeld, zum Teil auch in Fulda und Bad Hersfeld, die höheren Schulformen.

### Sport
In Steinbach ist der SV Steinbach beheimatet, dessen Fußball-Herrenmannschaft in der Saison 2023/24 in der Hessenliga spielt. Spielstätte für die Heimspiele ist der Sportplatz im Mühlengrund.

## Persönlichkeiten
- Moritz Mosche Stern (1864–1939), Rabbiner, Historiker, Bibliotheks- und Museumsleiter